# Detroit Pistons 1957-1958
La stagione 1957-58 dei Detroit Pistons fu la 9ª nella NBA per la franchigia.
I Detroit Pistons arrivarono secondi nella Western Division con un record di 33-39. Nei play-off vinsero la semifinale di division con i Cincinnati Royals (2-0), perdendo poi la finale di division con i St. Louis Hawks (4-1).

## Roster
| N°    | Naz.                   | Ruolo | Sportivo       | Anno | Alt. | Peso |
| ----- | ---------------------- | ----- | -------------- | ---- | ---- | ---- |
| 5     | Stati Uniti (bandiera) | G     | Chuck Noble    | 1931 | 193  | 86   |
| 6     | Stati Uniti (bandiera) | G     | Bill Ebben     | 1935 | 193  | 86   |
| 6     | Stati Uniti (bandiera) | GA    | Bill Kenville  | 1930 | 188  | 85   |
| 7     | Stati Uniti (bandiera) | G     | Dick Atha      | 1931 | 188  | 86   |
| 8     | Stati Uniti (bandiera) | G     | Doug Bolstorff | 1931 | 193  | 88   |
| 8     | Stati Uniti (bandiera) | GA    | Tom Marshall   | 1931 | 193  | 98   |
| 9     | Stati Uniti (bandiera) | A     | Joe Holup      | 1934 | 198  | 98   |
| 9     | Stati Uniti (bandiera) | AC    | Bill Thieben   | 1935 | 201  | 98   |
| 10    | Stati Uniti (bandiera) | AC    | Harry Gallatin | 1927 | 198  | 95   |
| 12    | Stati Uniti (bandiera) | GA    | George Yardley | 1928 | 196  | 86   |
| 14-23 | Stati Uniti (bandiera) | C     | Walter Dukes   | 1930 | 213  | 100  |
| 15    | Stati Uniti (bandiera) | G     | Dick McGuire   | 1926 | 183  | 82   |
| 16    | Stati Uniti (bandiera) | AC    | Phil Jordon    | 1933 | 208  | 93   |
| 17    | Canada (bandiera)      | AC    | Bob Houbregs   | 1932 | 201  | 95   |
| 21    | Stati Uniti (bandiera) | G     | Gene Shue      | 1931 | 188  | 77   |
| 24    | Stati Uniti (bandiera) | AC    | Nat Clifton    | 1922 | 198  | 100  |

## Staff tecnico
- Allenatori: Charley Eckman (9-16) (fino al 19 dicembre)[1], Red Rocha (24-23)